# 久鲁
久鲁（Churu），是印度拉贾斯坦邦久鲁县的一个城镇。总人口97627（2001年）。

## 人口
该地2001年总人口97627人，其中男性50689人，女性46938人；0—6岁人口16236人，其中男8447人，女7789人；识字率61.87%，其中男性为72.40%，女性为50.50%。